# Springer & Jacoby
Springer & Jacoby ist eine Werbeagentur, die ihren Hauptsitz bis zur Insolvenz der deutschen Mutter im Jahr 2010 in Hamburg hatte. Sie gehörte zu Deutschlands größten Agenturen und war als unabhängiges Netzwerk international tätig. Die eigenständig geführten Springer & Jacoby-Agenturen in Wien, Budapest und Bukarest sind weiterhin aktiv.

## Geschichte
Die Agentur wurde am 3. Oktober 1979 von Frank Eiler, Fred Riemel, Holger Nicolai und Reinhard Springer in Hamburg unter dem Namen Eiler & Riemel Hamburg gegründet.
Durch den Verkauf von Eiler & Riemel München an Team BBDO musste die Hamburger Niederlassung ihren Namen aufgeben. Als Folge davon schieden Eiler und Riemel aus der Agentur aus. Die Anteile übernahmen zu gleichen Teilen Holger Nicolai und Reinhard Springer. Nach einem Jahr Probezeit als Texter kam 1983 Konstantin Jacoby als dritter Partner hinzu. Die Agentur firmierte dann unter Springer, Nicolai, Jacoby. 1985 schied Nicolai aus, somit entstand Springer & Jacoby. Jean-Remy von Matt und Holger Jung (später Jung von Matt) waren mehrere Jahre als Kreativ-Geschäftsführer bzw. Beratungsgeschäftsführer bei Springer & Jacoby tätig.
Die Hamburger Schuhhaus-Kette Görtz wurde 1980 der erste Kunde. Man entwickelte Eigenmarken wie Belmondo. Während dieser Zeit werden die Kampagnen für Görtz und insbesondere für Belmondo national und international mehrfach ausgezeichnet. 1984 gewann die Agentur die ersten Kreativpreise, unter anderem einen Löwen beim Cannes Lions International Advertising Festival. 
1985 gründete Holger Nicolai eine eigene Werbeagentur. Reinhard Springer und Konstantin Jacoby übernahmen seine Anteile und firmierten fortan unter Springer & Jacoby. Springer & Jacoby dominierte 1985 vor allem mit Film- und Fernsehspots die kreative Szene und gewann auf einen Schlag viermal Gold und 16 weitere Auszeichnungen beim Art Directors Club (ADC). Die Agentur wuchs in den folgenden Jahren stark; allein 1987 um 100 %. Im Lauf des Jahres 1988 wechselten weitere große Marken zu Springer & Jacoby, darunter Reemtsma und Bacardi. Im Jahr 1991 hatte Springer & Jacoby bereits mehr als 300 Mitarbeiter. 1993 hielt Springer & Jacoby große Etats wie Görtz, Panasonic, Castrol und Der Spiegel – zum Teil seit über zehn Jahren. Die Deutsche Telekom wurde 1995 Großkunde.
In London gründete Springer & Jacoby 1995 die weltweit erste Katalog-Agentur (Literature-Unit) e-fact Ltd., die als erste Werbeagentur komplett online arbeitet. Im Folgejahr 1996 gründete Springer & Jacoby die Multimedia-Agentur Elephant Seven und setzte damit frühzeitig auf das Internet als neue Kommunikationsplattform.
Die Lufthansa wurde 1997 als neuer Kunde gewonnen. 1998 gewann die Agentur einen goldenen Cannes-Löwen. Springer & Jacoby galt 1999 in der Agentur- und Werbebranche als „die Werbeagentur-Ikone“. Neben der Beschäftigung von Top-Kreativen verstand es die Agentur, zahlreiche Kreativtalente zu entdecken und auszubilden. Springer & Jacoby galt damit als eine Kreativschmiede für junge ehrgeizige Kreativköpfe. Neun der Top-Ten-Agenturen in Deutschland wurden später von ehemaligen Springer-&-Jacoby-Mitarbeitern geführt. Springer & Jacoby gab 2000 der amerikanischen Werbeholding True North (jetzt IPG) eine Beteiligung von 35,5 % für den internationalen Ausbau der Agentur. Einige Monate später eröffnete Springer & Jacoby ein Büro in Barcelona.
Springer & Jacoby Planning wurde 2001 als Geschäftseinheit („Unit“) für Markenstrategie, Creative Planning und Beratung gegründet. Springer & Jacoby beteiligte sich auch an der italienischen Agentur Colnaghi & Manciani und eröffnete zusätzlich ein Büro in Paris.
Im Dezember 2002 gründeten Ralf Kober und Paul Holcmann Springer & Jacoby Österreich. Die Agentur mit Sitz in Wien ist national und international tätig.
2003 gründete man eine Geschäftseinheit („Unit“) für Direktmarketing. Durch das Platzen der Dotcom-Blase musste die Elephant Seven GmbH finanziell unterstützt werden. Sie wurde mit einem börsennotierten Unternehmen verschmolzen. Danach hielt Springer & Jacoby nur noch 20 % der neu formierten Elephant Seven AG.
In den Niederlanden wurde 2004 eine internationale Denkfabrik eröffnet: Springer & Jacoby Amsterdam. Springer & Jacoby war in acht Ländern vertreten und hatte außerdem sein Portfolio der nichtklassischen Disziplinen weitgehend komplettiert.
Die Agentur passte 2005 die Agenturstruktur dem Geschäftsverlauf an. Das Unit-System wurde kurzzeitig außer Kraft gesetzt. Die Agentur verzichtete für ein Jahr auf die Teilnahme an Kreativwettbewerben. Der Wechsel an der Führungsspitze setzte sich fort. Springer & Jacoby betreute Osram als globalen Kunden und setzte sich im Pitch um den Etat von eBay durch.
Der größte Kunde der Agentur, Mercedes-Benz, kündigte 2006 die Zusammenarbeit nach 16 Jahren. Die Namensgeber der Agentur Reinhard Springer und Konstantin Jacoby verkauften ihre verbliebenen Anteile an die Avantaxx AG. Diese übernahm die Mehrheit der Springer & Jacoby Gruppe. Sofortmaßnahmen wurden eingeleitet. Das neue Management setzte das Unit-System mit klaren Verantwortlichkeiten wieder ein. Die Agentur wurde auf Grund von strengen Qualitätskriterien auf ca. 180 Mitarbeiter in Hamburg angepasst. Ehemalige Top-Kreative und -Berater wurden wieder zurück in die Agentur geholt.
Zehn neue Kunden fanden 2007 den Weg zur Agentur als Auftraggeber. Die Agentur wurde für eine Direktmarketingkampagne für Olympus mit einem goldenen Cannes-Löwen ausgezeichnet. Die Positionierung als multinationale Agenturgruppe wurde manifestiert: Istanbul und Budapest kamen als weitere europäische Büros hinzu. Die Agentur arbeitete mit der amerikanischen Werbeagentur Garrant in Boston zusammen und erweiterte sich um Kooperationspartner in den Regionen Russland, China und Indien. Die Telekommunikationsmarke AY YILDIZ der niederländischen KPN-Gruppe kam 2008 zu Springer & Jacoby. Die Agentur verstärkte Kompetenzen im Bereich E-Brands, Green-Brands sowie Corporate Social Responsibility. Der britische D&AD verlieh in diesem Jahr nur zwei „Yellow Pencils“ für Deutschland, einen davon an Springer & Jacoby. Zusammen mit dem Hollywood-Kameramann Michael Ballhaus entstand das „Ballhaus-Projekt“, eine Klimaschutz-Initiative, die zum sorgsamen Umgang mit Energie und Ressourcen der Erde aufrief.
Im Jahr 2009 trat das rumänische Unternehmen Babel Communications dem Springer & Jacoby Netzwerk bei und wurde zu Springer & Jacoby Romania.
2009 hatte die Agentur ca. 50 Mitarbeiter und man suchte vergebens nach einem Investor. Lutz Schaffhausen verkündete 2010 die Insolvenz von Springer & Jacoby. Die eigentümergeführten Agenturen in Wien, Budapest und Bukarest firmieren weiterhin unter dem Agenturnamen Springer & Jacoby.

### Auszeichnungen
Springer & Jacoby erhielt zahlreiche Preise und Auszeichnungen und ist unter den Top 20 „the most awarded agency networks in the world“ (The Gunn Report), unter anderem:
- 1985: 4 Goldmedaillen und 16 weitere Auszeichnungen beim Art Directors Club.
- 1998: Goldener Löwe der Werbefilmfestspiele von Cannes
- 2005: Goldener Löwe der Werbefilmfestspiele von Cannes
- 2007: Goldener Löwe der Werbefilmfestspiele von Cannes
- 2008: Yellow Pencil des britischen D&AD
- 2008: Goldmedaille ADC Europe

### Ehemalige Kunden
Zu den Kunden gehörten Coca-Cola, Osram, eBay, DWS Investments, Commerzbank, „Ay Yıldız“ (Mobilfunk-Discounter), Mercedes, Deutsche Telekom.

## Springer & Jacoby Gruppe
Die Springer & Jacoby Gruppe war ein unabhängiges Netzwerk von europäischen Werbeagenturen mit Hauptsitz in Hamburg.
Zur Springer & Jacoby Gruppe gehörten Agenturen in Amsterdam, Budapest, Bukarest, Istanbul, London, Madrid, Mailand, Paris, Wien und Zürich. Weiterhin aktiv sind die Agenturen in Wien, Budapest und Bukarest.
Ebenfalls zur Springer & Jacoby-Gruppe gehörten die Mediaagentur Springer & Jacoby Media und die Reinzeichnungs- und Satzagentur Springer & Jacoby Digital.

## Springer & Jacoby Österreich
Im Dezember 2002 gründeten die langjährigen Springer & Jacoby-Mitarbeiter Ralf Kober und Paul Holcmann in Wien Springer & Jacoby Österreich und sind bis heute als Beratungs- bzw. Kreativ-Geschäftsführer tätig. Die Full-Service-Agentur hat ihren Sitz in Wien und betreut nationale und internationale Kunden aus unterschiedlichsten Branchen. 

### Auszeichnungen
Springer & Jacoby Österreich gewinnt regelmäßig nationale und internationale Kreativ- und Effizienzpreise, unter anderem:
- 2004: EFFIE Silber für Österreichische Post
- 2005: Top Spot Silber für Mercedes-Benz
- 2005: Cannes Lions Bronze für Mercedes-Benz
- 2006: Staatspreis Werbung Nominierung für bwin
- 2006: Epica Award Silber für bwin
- 2006: Der Große Österreichische Plakatpreis Bronze für Palmers
- 2007: 2x Die Klappe Bronze für bwin
- 2007: 2x CCA Venus Silber für bwin
- 2007: ADC Deutschland Bronze für bwin
- 2008: EFFIE Silber für Uniqa Insurance Group
- 2008: ADC Europe Gold für Mercedes-Benz
- 2009: New York Festivals Bronze für Österreichischer Tierschutzverein
- 2009: Adgar Gold für Österreichischer Tierschutzverein
- 2010: EFFIE CEE Gold für UNIQA International
- 2011: Staatspreis Werbung Nominierung für Österreichischer Tierschutzverein
- 2011: Magazin Award Gold für Rote Nasen Clowndoctors
- 2011: EFFIE Bronze für WWF
- 2011: CCA Venus Gold für Sofitel
- 2014: Kurier Werbeamor Silber für Uniqa Insurance Group
- 2014: Adgar Gold für Uniqa Insurance Group
- 2015: Media Award Gold für Uniqa Insurance Group

### Kunden
Springer & Jacoby Österreich betreut nationale und internationale Kunden wie Uniqa Insurance Group, HD Austria, Interwetten, Österreichischer Tierschutzverein und das Bundesministerium für Arbeit, Soziales und Konsumentenschutz.